# Отошница
Отошница (мкд. Отошница) је насеље у Северној Македонији, у североисточном делу државе. Отошница је у оквиру општине Ранковце.

## Географија
Отошница је смештена у североисточном делу Северне Македоније. Од најближег града, Куманова, село је удаљено 35 km источно.
Село Отошница се налази у историјској области Славиште. Насеље је положено на јужним падинама планине Герман, на приближно 610 метара надморске висине.
Месна клима је планинска због знатне надморске висине.
Овде се налази Отошничко језеро.

## Становништво
Отошница је према последњем попису из 2002. године имала 105 становника. Од тога огромну већину чине етнички Македонци (100%).
Претежна вероисповест месног становништва је православље.